# Нагорное (муниципальный округ)
Это — статья о бывшем муниципальном округе Москвы «Нагорное»; о нынешнем муниципальном образовании смотри Нагорный (район Москвы).
Наго́рное — бывший муниципальный округ Москвы, просуществовавший с 1991 года по 1995 год. Позже его территория была включена в состав нового района «Нагорный».

## История
Временный муниципальный округ «Нагорное» был создан в ходе административной реформы 1991 года и входил в состав Южного административного округа Москвы. После принятия 5 июля 1995 году закона «О территориальном делении города Москвы» временный муниципальный округ был преобразован практически без изменения границ в новый район Москвы «Нагорный».

## Границы муниципального округа
Согласно распоряжению мэра Москвы «Об установлении временных границ муниципальных округов Москвы» граница муниципального округа «Нагорное» проходила:
от пересечения Варшавского шоссе и Балаклавского проспекта по Балаклавскому проспекту до Симферопольского бульвара, по Симферопольскому бульвару до Нахимовского проспекта, по Нахимовскому проспекту до восточной границы зелёной зоны и по этой границе до Криворожской улицы, по Криворожской улице до Павелецкой железной дороги, вдоль Павелецкой железной дороги до Электролитного проезда, до Варшавского шоссе, далее вдоль железной дороги до Варшавского шоссе, д. 91.